# Fritz Mareczek
Fritz Mareczek (* 3. Juli 1910 in Brünn, Österreich-Ungarn; † 19. Dezember 1984 in Stuttgart) war ein deutsch-österreichischer Komponist und Dirigent.

## Leben
Fritz Mareczek absolvierte die Oberrealschule und die Handels-Akademie in seiner Heimatstadt. Danach studierte er Musik am Staatskonservatorium. Von 1934 bis 1939 führte er die Musik-Akademie. 1938 erhielt er den Musikpreis der Stadt Brünn. Von 1939 bis 1944 war er Kapellmeister des Städtischen Theaters Brünn. 1947 ging er nach Stuttgart und arbeitete als Kapellmeister am Lustspiel- und Operettentheater sowie für den Süddeutschen Rundfunk. 1965 engagierte ihn das Oldenburger Staatstheater für die Leitung der Operette. Weiterhin ging er auch seiner Funktätigkeit nach. Ab 1950 vertonte er u. a. einige Reise-Dokumentarfilme für das Bayerische Fernsehen. Für die Einweihung des Stuttgarter Hafens 1958 komponierte er die Musik zum „Stuttgarter Hafensong“. 1970 übernahm er das Städtische Orchester von Kornwestheim, dem auch die Musikschule angeschlossen war. Er unternahm im gleichen Jahr eine Vortragsreise mit dem Thema „Geschichte der U-Musik“. 1975 erhielt er den Kulturpreis der Stadt Brünn.

## Werke (Auswahl)
- Zärtliche Worte, Swingfox, 1938[2]
- Badener Ouverture, vor 1945[3]
- Mährische Rhapsodie, 1951
- Posaunen-Intermezzo, 1951
- Canconetta für Violoncello und Orchester, 1951
- Kleines Rendezvous, Ballettszene, 1951
- Meiner Heimat Berge, Kantate, 1952
- Sommer in Baden, Ouvertüre, 1952
- Ein Winzerfest, Walzer, 1952
- Schwarz-Weiß-Galopp, 1952
- Pastorale für Flöte und Orchester, 1952
- Fröhlicher Auftakt, 1953
- Ferien am Bodensee, Walzer, 1953
- 2 Tänze aus Nordmähren, 1953
- Maria Casablanca, 1953
- Pastorale, 1953
- Sommerabend am Berg, Impression für Englisch Horn und Orchester, 1955
- Zwei slawische Tänze für großes Orchester, 1961